# Каттолика-ди-Стило
Каттолика-ди-Стило (итал. Cattolica di Stilo) — церковь в византийском стиле в коммуне Стило, Калабрия, Италия.
Каттолика была построена в IX веке у подножия горы Консолино, когда Калабрия была частью Византийской империи. Название происходит от греческого слова καθολική, которое относилось к церквям с баптистерием. Это один из важнейших образцов византийской архитектуры в Калабрии, наряду с Ораторием Сан-Марко в Россано.
Церковь имеет квадратную форму, внутри разделена колоннами на пять частей. Центральное квадратное помещение и четыре боковых увенчаны куполами, центральный купол выше и больше остальных. Южная часть, заканчивающаяся тремя апсидами, расположена на трёх каменных основаниях. Интерьер был полностью покрыт фресками, некоторые сохранились до настоящего времени. В левой апсиде есть колокол, построенный в 1577 году, когда церковь стала латинского обряда.
Историки также полагают, что церковь некоторое время могла использоваться мусульманами как молельня, так как внутри были обнаружены надписи на арабском языке, одна из надписей переводится как «Есть только один истинный Бог».
Каттолика-ди-Стило — национальный памятник Италии (ит.). С 2006 года, наряду с семью другими византийскими памятниками Калабрии, Каттолика претендует на включение в список объектов Всемирного наследия ЮНЕСКО. От церкви начинается тропа, ведущая к другой достопримечательности Стило — Норманнскому замку на вершине горы.

## Галерея

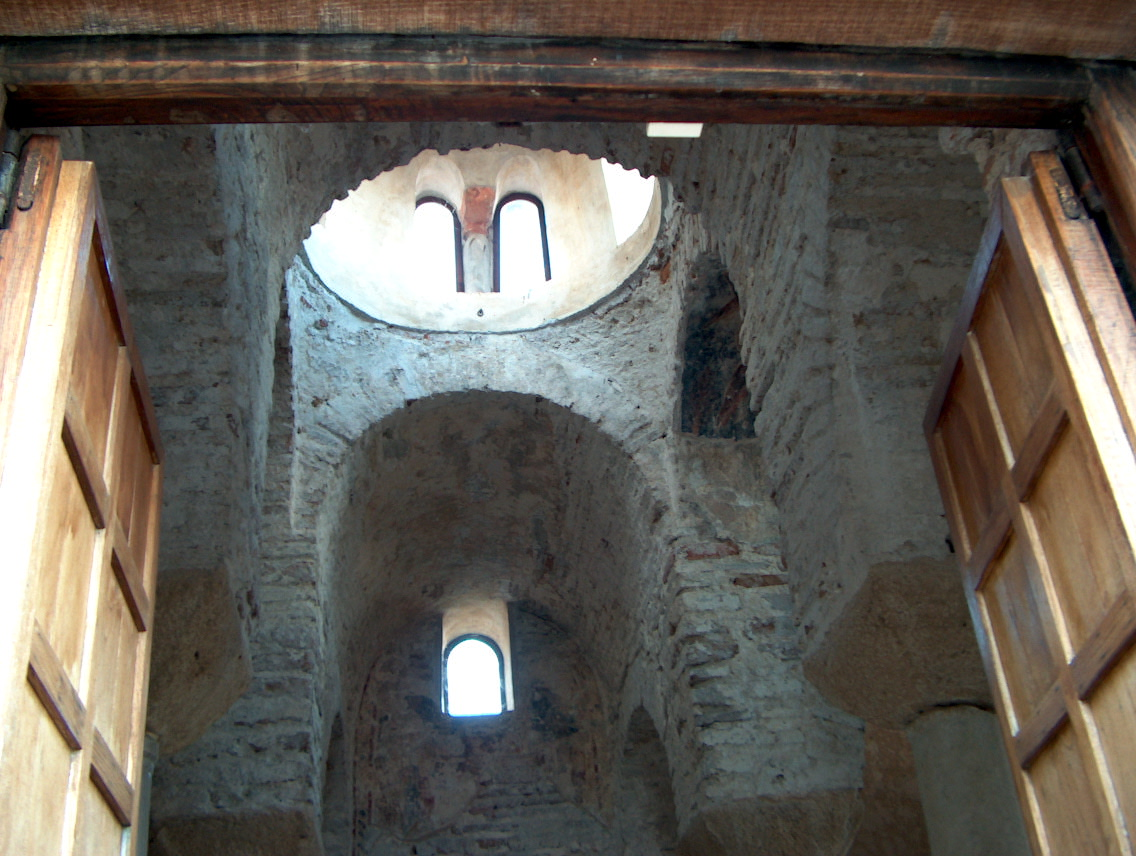
Интерьер церкви
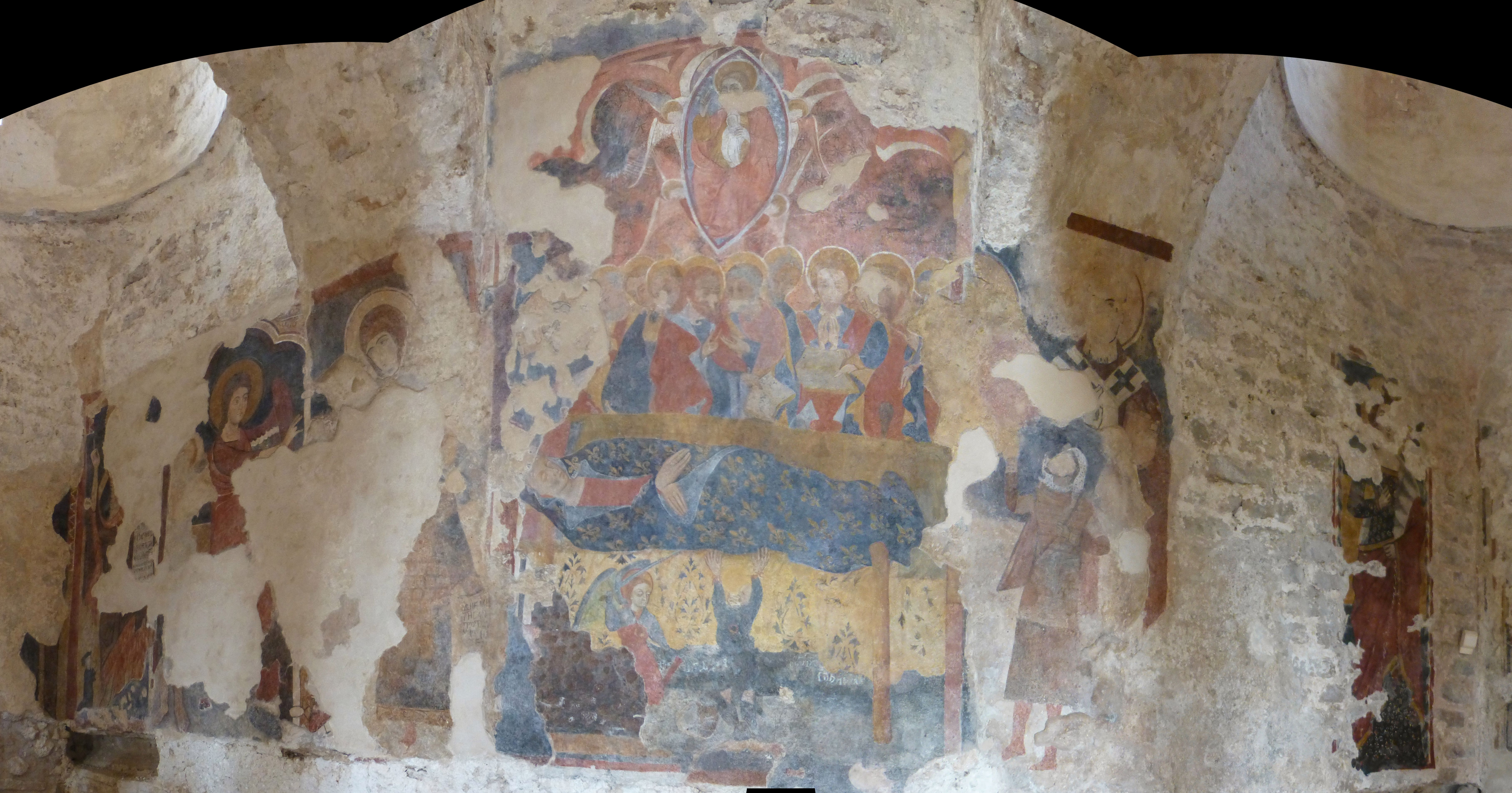
Фрески на стенах
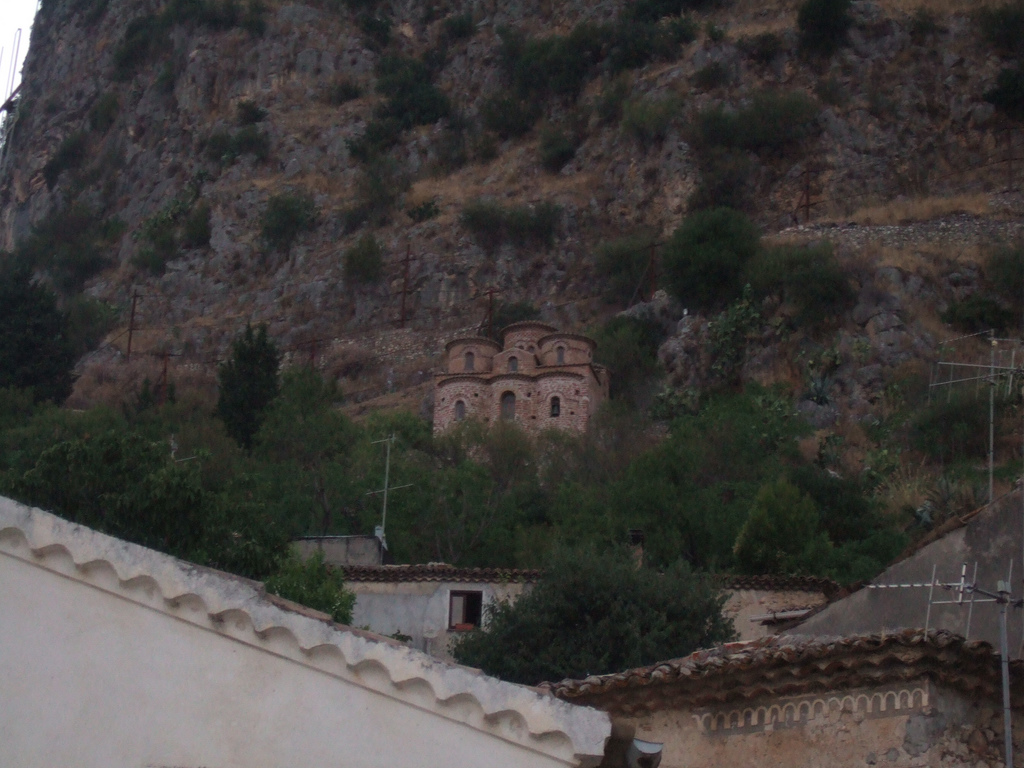
Вид церкви
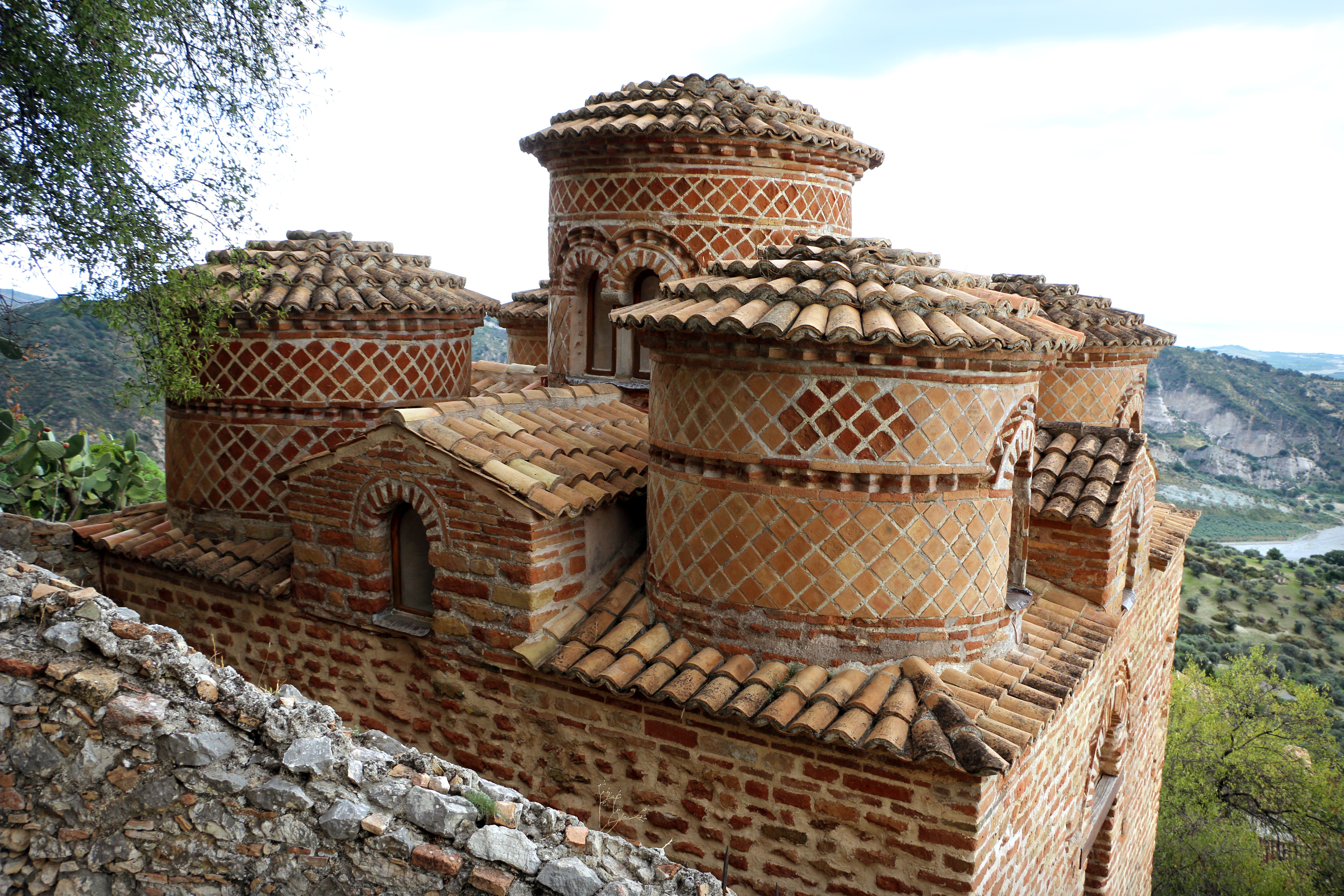
Купола каттолики